# Rakita (Czarnogóra)
Rakita (cyr. Ракита) – wieś w Czarnogórze, w gminie Bijelo Polje. W 2011 roku liczyła 102 mieszkańców.